# Stelis dusenii
Stelis dusenii är en orkidéart som beskrevs av Leslie Andrew Garay. Stelis dusenii ingår i släktet Stelis och familjen orkidéer. Inga underarter finns listade i Catalogue of Life.